# Heikkilänjärvi
Heikkilänjärvi är en sjö i kommunen Uleåborg i landskapet Norra Österbotten i Finland. Arean är 47 hektar och strandlinjen är 3,79 kilometer lång. Sjön  ingår i Kiminge älvs huvudavrinningsområde.   Den ligger omkring 38 kilometer öster om Uleåborg och omkring 540 kilometer norr om Helsingfors. 